# تنگه کره

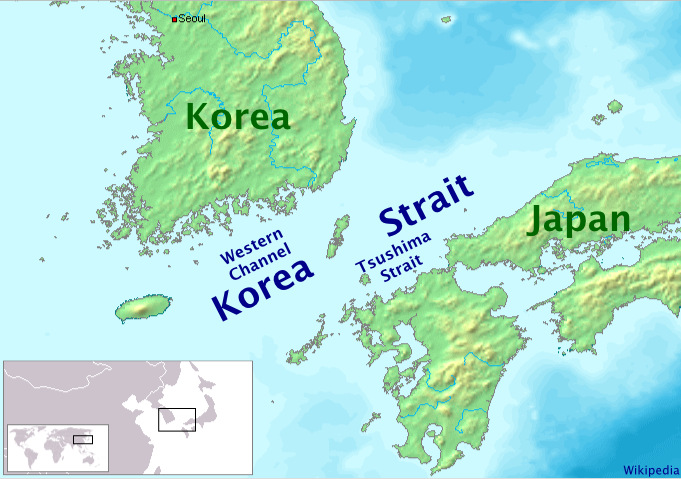
موقعیت تنگهٔ کره

تنگهٔ کره باریکه‌ای است که دریای چین شرقی آن را به دریای ژاپن(دریای شرق) متصل می‌کند. این تنگه از شمال به ساحل جنوبی شبه جزیره کره و از جنوب به جزایر کیوشو و هونشوی ژاپن محدود شده است. این تنگه حدود ۹۰ متر عمق دارد و با جزایر تسوشیما به کانال غربی و تنگه تسوشیما تقسیم شده است.